# Молеон-Барус
Молео́н-Бару́с (фр. Mauléon-Barousse, окс. Maulion) — коммуна во Франции, находится в регионе Юг — Пиренеи. Департамент — Верхние Пиренеи. Административный центр кантона Молеон-Барус. Округ коммуны — Баньер-де-Бигор.
Код INSEE коммуны — 65305.

## География
Коммуна расположена приблизительно в 670 км к югу от Парижа, в 105 км юго-западнее Тулузы, в 55 км к юго-востоку от Тарба.
По территории коммуны протекают реки Урс и Урс-де-Сост.

## Климат
Климат умеренно-океанический с солнечной тёплой погодой и обильными осадками на протяжении практически всего года.

## Население
Население коммуны на 2010 год составляло 120 человек.
| 1962 | 1968 | 1975 | 1982 | 1990 | 1999 | 2010 |
| ---- | ---- | ---- | ---- | ---- | ---- | ---- |
| 245  | 250  | 246  | 177  | 130  | 137  | 120  |

## Администрация
| Период | Период | Фамилия               | Партия                  | Примечания                           |
| ------ | ------ | --------------------- | ----------------------- | ------------------------------------ |
| 1941   | 1948   | Рене Ривьер           |                         |                                      |
| 1948   | 1953   | Жозеф Феррер          |                         |                                      |
| 1953   | 1971   | Луи Арканьели         |                         |                                      |
| 1971   | 1991   | Пьер Барон            | Социалистическая партия | член генерального совета (1973—1979) |
| 1991   | 2001   | Эмиль Суле            |                         |                                      |
| 2001   | 2020   | Жинет Барти-Фортассен |                         |                                      |

## Экономика
В 2010 году среди 79 человек трудоспособного возраста (15-64 лет) 57 были экономически активными, 22 — неактивными (показатель активности — 72,2 %, в 1999 году было 62,2 %). Из 57 активных жителей работали 48 человек (23 мужчины и 25 женщин), безработных было 9 (4 мужчины и 5 женщин). Среди 22 неактивных 4 человека были учениками или студентами, 13 — пенсионерами, 5 были неактивными по другим причинам.

## Достопримечательности
- Замок Молеон (XIII—XIV века)
- Башня XI века
- Церковь Св. Лаврентия (XVIII век) и руины готической часовни
- Особняк Сурс

## Фотогалерея
- Молеон-Барус
- Церковь Св. Лаврентия
- Часовня Св. Власия
- Замок Молеон
- Башня
- Фахверковый дом
- Река Урс